# Виельгорский, Матвей Юрьевич
Граф Матве́й Ю́рьевич Виельго́рский (15 (26) апреля 1794—21 февраля (5 марта) 1866) — директор Департамента Министерства иностранных дел; искусный виолончелист, ученик Бернгарда Ромберга, знаток музыки. Обер-гофмейстер русского императорского двора.
Брат Михаила Виельгорского.

## Биография
Происходил из польского дворянского рода, в графское достоинство в 1787 году был возведен его дед. Младший сын графа Юрия Михайловича Виельгорского (1753—1807), сенатора, бывшего одним из учредителей филармонического общества в Санкт-Петербурге, и графини Софьи Матюшкиной (1755—1796), дочери Дмитрия и Анны Матюшкиных, которая занималась его воспитанием после кончины матери. Имя получил в честь деда последней, князя Матвея Петровича Гагарина, чью подмосковную усадьбу Сенницы он впоследствии унаследовал.
В 1798 году Матвей Виельгорский вместе с братом был пожалован Павлом I в звание рыцаря Мальтийского ордена.

## Служба
В январе 1804 года был записан на службу юнкером в Коллегию иностранных дел и через полгода был уволен «в чужие края до окончания наук». В июне 1812 года поступил корнетом в 3-й Украинский казачий полк и участвовал в войнах 1812—1814 годов. С 1815 по 1821 года состоял адъютантом при князе В. С. Трубецком. Принимал участие в сражениях при Бауцене, Герлице, Дрездене и Лейпциге. За Герлиц он был награждён орденом Св. Анны 4-й ст., a за Лейпциг переведён в Кавалергардский полк, с оставлением адъютантом.
В заграничном походе русских войск участвовал в сражениях при Бриенне, Арси, Фершампенуазе и Париже, и за последнее в 1814 году получил орден Св. Владимира 4-й ст. с бантом. В декабре 1817 года Виельгорский был произведён в штабс-ротмистры, a в 1819 году — в ротмистры. Затем служил в Псковских кирасирах. В 1826 году по болезни вышел в отставку полковником и через год поступил в гражданскую службу.
В 1827 году был пожалован придворным званием камергера и назначен членом Театрального комитета, по упразднению которого перешёл в Министерство иностранных дел, где занял место директора Департамента хозяйственных и счётных дел. В 1831 году принимал участие в прекращении холеры, свирепствовавшей в Петербурге, и за его деятельность ему было объявлено монаршее благоволение.
В 1835 году был произведён в действительные статские советники, пожалован придворным званием «в должности шталмейстера» и назначен состоять при великой княгине Марии Николаевне. Впоследствии был пожалован придворными чинами шталмейстера (1843) и обер-гофмейстера (1856), состоял при императрицах Александре Фёдоровне и Марии Александровне.

## Музыкант
Граф Виельгорский играл видную роль в общественной жизни и заслужил почётную известность, как меценат и покровитель ученых, художников и особенно музыкантов. Оставаясь холостым, жил в доме брата Михаила на Михайловской площади. Их музыкально-литературный салон Берлиоз называл «маленьким министерством изящных искусств». Оба брата собирали вокруг себя лучшие музыкальные силы столицы. Иностранные артисты, прежде появления перед публикой выступали на музыкальных вечерах у Виельгорских.
В их доме играл первый русский квартет, куда входил скрипач и композитор А. Ф. Львов, Л. В. Маурер, Гильде и сам хозяин. Унаследовав от отца любовь к искусству, Виельгорский был талантливым музыкантом, играл на виолончели, сочинял пьесы для этого инструмента и в молодости хорошо пел. Будучи учеником Адольфа Мейнгарда и Бернгарда Ромберга, Виельгорский, по словам современника, «играл на виолончели так, как, должно быть, играли ангелы в концертах Господа Бога в раю». В 1838—1840 годах он выступал публично в любительских концертах, устраивавшихся в Дворянском собрании в пользу Патриотического общества и детской больницы.
Виельгорский принимал участие в учреждении Императорского русского музыкального общества. Завещал Санкт-Петербургской консерватории свою ценную нотную библиотеку, а ценную и знаменитую виолончель Страдивариуса подарил К. Ю. Давыдову, восхитившись его игрой в Бетховенском квартете. Передача инструмента новому владельцу произошла при торжественной обстановке во время концерта Давыдова в зале Дворянского собрания.
До самой своей смерти он был вице-председателем Общества поощрения художников, чередуясь в этом звании с Прянишниковым, и одним из главных деятелей общества посещения бедных. Сталкиваясь постоянно с различными знаменитостями на поприще искусства и литературы, Виельгорский любил оставлять у себя воспоминания об этих встречах, и результатом этого был альбом, наполненный портретами и автографами знаменитых писателей, музыкантов и певцов: Пушкина, Жуковского, Крылова, Брюллова, братьев Рубинштейнов и других.
Скончался от «болезни мочевого пузыря соединенного с подагрой» в Ницце 21 февраля (5 марта) 1866 года и похоронен в Благовещенской церкви Александро-Невской лавры.

## Личная жизнь

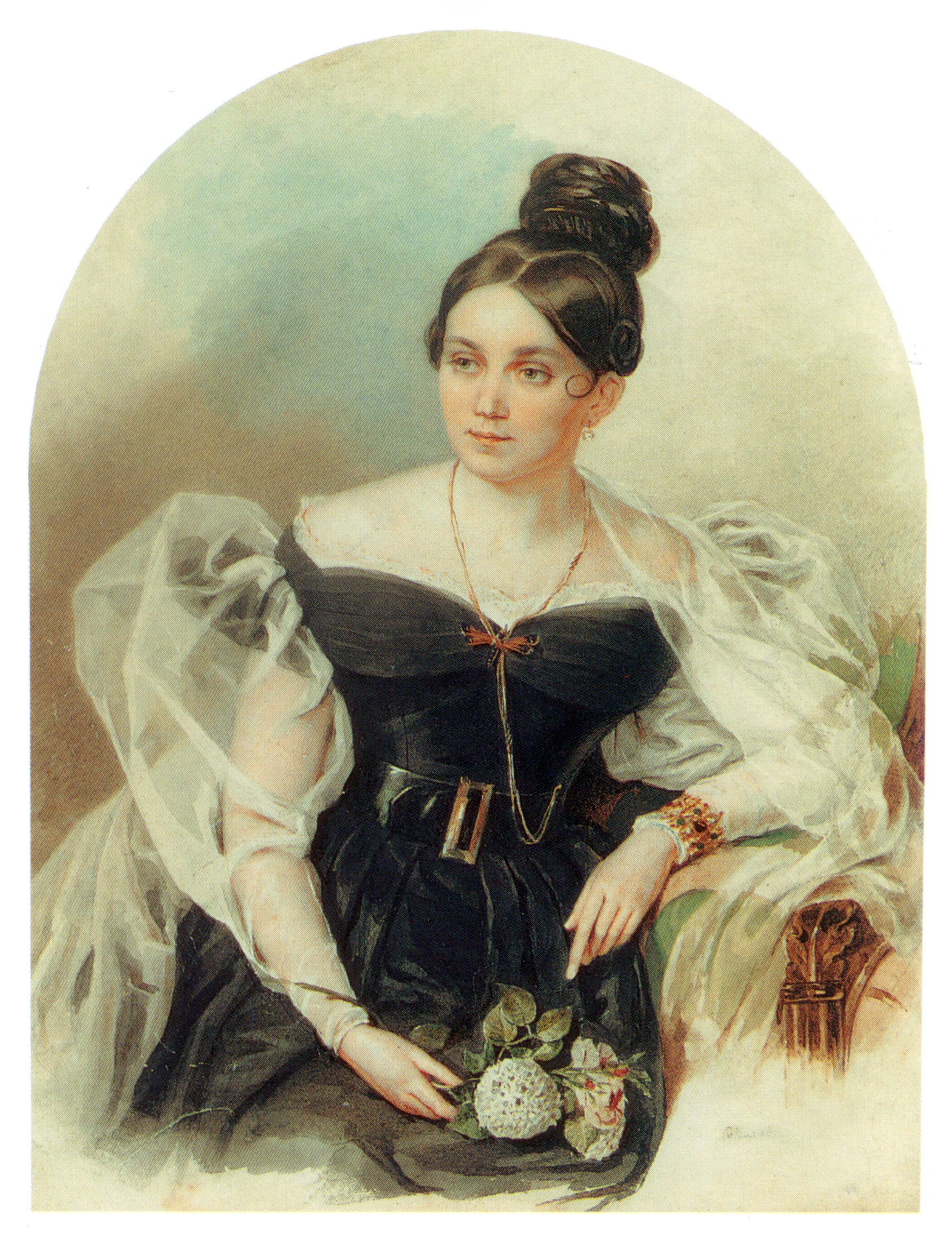
Елена Григорьевна Строганова

По словам современника, граф Виельгорский был человеком образованным, умным и добрым, и гораздо сдержаннее и серьезнее своего брата. Выражение лица его было приятное, простое, но задумчивое, взгляд острый, живой, роста был среднего, худощав и хорошо сложен. Манера поведения непринужденная, мягкая и очень приятная. Его личность вызывает интерес к себе с первой встречи, и этот интерес сохраняется навсегда.

Оставаясь всю жизнь холостым, граф Виельгорский часто увлекался женщинами, но женой, шутя, называл только свою знаменитую виолончель. Его намерение жениться осенью 1820 года на дочери графа Г. А. Строганова, Елене Григорьевне (1800—1832), почему-то не осуществилось, вызвав в своё время в Москве удивление и массу толков в обществе, так что, по словам князя Вяземского, графиня А. П. Толстая уверяла, что будто первой её заботой на том свете будет узнать тайну «железной маски» и причину разрыва свадьбы. А. Булгаков писал брату:
Виельгорский помолвлен, на другой день занемог, на третий получил письмо от баронессы Строгановой, коим она ему отказывает в невесте. Каково? В городе все себе голову ломают, чтобы постичь причины и отказа, и его внезапной меланхолии. Всякий рассказывает свое: кто говорит, что невеста его не хотела, а другие уверяют, что она всегда желала его себе мужем и полную ему отдает справедливость; иные, что мать не хочет... В нем все принимают большое участие... тут точно что-то кроется, только до сих пор никто проникнуть не может в тайну.
По словам А. И. Тургенева, Виельгорский тяжело переживал разрыв помолвки, на него на несколько дней нашёл род столбняка и никакие лекарства на него не действовали. В 1829 году графом Виельгорским сильно была увлечена фрейлина Анна Алексеевна Оленина, мечтавшая выйти за него замуж. Он открыто ухаживал за ней, в обществе все считали его её женихом, но предложения он так и не сделал. Позже он питал глубокое чувство к княгине М. Ф. Барятинской, и она отвечала ему взаимностью, но на второе замужество не решилась. Также у Виельгорского был роман с графиней Теклой Шуваловой.

## Награды
- Орден Св. Владимира 4-й ст. с бантом
- Орден Св. Владимира 3-й ст.
- Орден Св. Владимира 2-й ст.
- Орден Св. Анны 4-й ст.
- Орден Св. Анны 1-й ст.
- Pour le Mérite (Пруссия)
- Орден Святого Станислава 1-й ст.
- Орден Белого Орла
- Орден Красного орла